# Otto Thott (1854–1933)
Otto Gustaf Erik Thott, född den 2 april 1854 i Skabersjö församling, Malmöhus län, död där den 9 maj 1933 i Skabersjö församling, Malmöhus län, var en svensk greve och hovman.

## Biografi
Thott blev underlöjtnant vid Husarregementet Konung Karl XV 1876, löjtnant där 1884, ryttmästare 1895, major 1902, i reserven 1905, överstelöjtnant i armén 1905, ordonnansofficer hos kronprinsen 1883, kammarherre hos kronprinsen 1888, kabinettskammarherre 1908 och överstekammarjunkare 1922. Han blev greve och innehavare av Skabersjö fideikommiss efter sin äldre broders död 1921.
Otto Thott var son till greve Otto Thott och grevinnan Augusta Sparre samt bror till greve Tage Thott.  Han gifte sig 1879 med Augusta Hallenborg, dotter till ryttmästaren Magnus Hallenborg och friherrinnan Gustava Gyllenstierna. Dottern Ingeborg var gift med Carl Gotthard Bonde.
Thott var en tidig innehavare av telefon. Nummer 111 önskades men var upptaget. Så han fick istället nummer 888. I telefon lär han ha svarat: "Otta-otta-otta, Otto Tott".

## Utmärkelser

### Svenska utmärkelser
- Konung Oscar II:s och Drottning Sofias guldbröllopsminnestecken, 1907.[5]
- Konung Oscar II:s jubileumsminnestecken, 1897.[5]
- Kronprins Gustafs och Kronprinsessan Victorias silverbröllopsmedalj, 1906.[5]
- Konung Gustaf V:s jubileumsminnestecken med anledning av 70-årsdagen, 1928.[6]
- Kommendör med stora korset av Nordstjärneorden, 6 juni 1924.[7]
- Kommendör av första klassen av Nordstjärneorden, 30 september 1914.[8]
- Kommendör av andra klassen av Nordstjärneorden, 16 juni 1908.[9]
- Riddare av första klassen av Svärdsorden, 1896.[10]

### Utländska utmärkelser
- Storkorset av Belgiska Kronorden, tidigast 1925 och senast 1928.[11][12]
- Storkorset av Danska Dannebrogorden, tidigast 1915 och senast 1918.[5][13]
- Storkorset av Österrikiska Frans Josefsorden, senast 1910.[14]
- Kommendör av första klassen av Badiska Berthold I av Zähringens orden, tidigast 1910 och senast 1915.[5][14]
- Kommendör av första klassen av Badiska Zähringer Löwenorden, senast 1910.[14]
- Kommendör av första klassen av Norska Sankt Olavs orden, tidigast 1915 och senast 1918.[5][13]
- Riddare av andra klassen med kraschan av Ryska Sankt Stanislausorden, senast 1910.[14]
- Kommendör av första klassen av Brittiska Victoriaorden, senast 1910.[14]
- Kommendör av Franska Hederslegionen, senast 1910.[14]
- Kommendör av Italienska Sankt Mauritius- och Lazarusorden, senast 1910.[14]
- Riddare av andra klassen av Preussiska Röda örns orden, senast 1910.[14]
- Riddare av andra klassen av Preussiska Kronorden, senast 1910.[14]
- Tredje klassen av Siamesiska Vita elefantens orden, senast 1910.[14]
- Riddare av andra klassen av Österrikiska Järnkroneorden, senast 1910.[14]
- Riddare av Portugisiska Torn- och svärdsorden, senast 1910.[14]
- Riddare av andra klassen av Sachsiska Albrektsorden, senast 1910.[14]